# Wanghu Sim Cheong
Wanghu Sim Cheong o Empress Chung (Hangul: 왕후심청, Hanja: 王后沈淸) és un llargmetratge d'animació estrenat el 2005. Dirigit per Nelson Shin, fon el primer film produït conjuntament tant a Corea del Nord com a la del Sud, i actualment se la considera una pel·lícula perduda.
La trama es basa en un famós conte popular coreà, Simcheongjeon, on una xica es sacrifica per restaurar la vista del seu pare cec.
Com a projecte personal, Shin va invertir huit anys tirant endavant el projecte, incloent tres anys i mig de preproducció. La pel·lícula va ser coproduïda a Corea del Nord pels estudis SEK, i la banda sonora també va ser gravada al nord per l'Orquestra de Cinema i Emissió de Pyongyang. En un moviment inusual per a la indústria cinematogràfica coreana, les veus dels personatges es van enregistrar tant al sud com al nord a causa de les diferències en el dialecte. Per a la versió internacional definitiva, s'utilitzà el doblatge sud-coreà.

## Estrena
El 12 d'agost de 2005, Wanghu Sim Cheong es va convertir en la primera pel·lícula que es va estrenar simultàniament a Corea del Nord i del Sud. La pel·lícula es va presentar al Festival de Cinema d'Animació d'Annecy del 2004 i també va ser reconeguda amb diversos premis a Corea.
S'estrenà a Corea del Sud a 51 sales, recaptant 140.000 dòlars el primer cap de setmana, tot i tindre un pressupost de 6,5 milions, continuant amb una tendència de pobres recaptacions de les pel·lícules d'animació al mercat sud-coreà. El 15 d'agost del mateix any s'estrenà a sis sales de Corea del Nord.

## Desaparició
Des de l'estrena inicial, a part de poques projeccions en Europa, no es va produir mai un llançament domèstic i, per tant, la pel·lícula es considera perduda. Actualment, l'única cosa relacionada amb la pel·lícula que es pot trobar a internet és el tràiler, l'animació de proves de so, algunes captures de pantalla, i una col·lecció de llibres infantils.
També hi ha hagut evidències que suggereixen, malgrat no haver estat publicat en DVD internacionalment o a Corea del Sud, que la pel·lícula es va publicar a Corea del Nord perquè Johannes Schönherr ha esmentat Wanghu Sim Cheong quan parla de les seues adquisicions de DVD a Corea del Nord, però, sense més proves, pot ni es confirmarà ni desmentir si el llançament de DVD de Corea del Nord és real.